# Jane Clohessy
Pas d'image ? Cliquez ici

a Compétitions nationales et continentales officielles uniquement.

b Matchs officiels uniquement.
Dernière mise à jour le 1 mai 2025.
Jane Clohessy, née le 28 décembre 1998, est une joueuse internationale irlandaise de rugby à XV. Elle évolue en troisième ligne aile sous les couleurs du UL Bohemian RFC, du Munster et des Clovers.
Son père, Peter Clohessy, est également un joueur international irlandais de rugby à XV.

## Biographie
Fille de l'international irlandais Peter Clohessy, Jane ne commence à jouer au rugby à XV qu'à l'âge de 22 ans, à l'été 2021. Elle a la malchance de se blesser dès sa première saison et ne débute réellement qu'en 2022.
Durant la saison 2023-2024, elle remporte le titre national avec son club du UL Bohemian RFC. Elle est sélectionnée avec la province du Munster, entrainée par Fiona Hayes, mais elles sont battues en finale du Championnat inter-provinces par le Leinster.
En 2024-2025, elle est sélectionnée pour jouer le Celtic Challenge avec la franchise des Clovers. Durant le Tournoi des Six Nations 2025, profitant du forfait d'Aoife Wafer, Jane Clohessy connaît sa première cape internationale contre l'Écosse.

## Palmarès
- Vainqueur du Championnat d'Irlande en 2024.
- Finaliste du Championnat inter-provinces irlandaises en 2024.